# Distrito de Santa María del Valle
El distrito de Santa María del Valle es uno de los once que conforman la provincia de Huánuco ubicada en el departamento homónimo en el centro del Perú.  
Desde el punto de vista jerárquico de la Iglesia católica forma parte del diócesis de Huánuco.
Es uno de los once distritos de Huánuco, desde el punto de vista jerárquico de la Iglesia Católica forma parte del diócesis de Huánuco. Está situado en la zona Norte y Nor-Este de la capital provincial de Huánuco. Sus altitudes fluctúan entre 1865 y 4400 m s. n. m.
La capital el pueblo de Santa María del Valle se ubica a 1916 m s. n. m., en la margen derecha de la quebrada de Taulligán y cuyas aguas afluyen al río Huallaga.

## Historia
En los inicios de la colonización española, el Capitán Gómez de Alvarado y Contreras, en nombre del Rey de España y del Gobernador don Francisco Pizarro, fundó solemnemente, la ciudad de Huánuco el 15 de agosto de 1539, en la misma zona que ocupaba la famosa urbe Inca-Yarowilca de Wanuko Marka (hoy Dos de Mayo).  
Pedro Barroso, Capitán de origen  segoviano, quien fuera enviado por Francisco Pizarro a la ciudad de Huánuco como Teniente de Gobernador,  encabezó la comisión al valle del Pillco (Huallaga), caminando por las serranías de los actuales pueblos de Chupán, Sirabamba, Llacón, Pumacucho, y Quera, y según testimonio de los conquistadores, fueron muy bien recibidos por  los pobladores. 
De allí pasaron a la banda oriental, al paraje conocido con el nombre de Coni (caliente) al que llamaron San Cristóbal de Coni, hasta que los misioneros le pusieron por nombre Santa María del Valle. Guiados por los caciques, continuaron su viaje río arriba, hasta dar con la planicie, que es donde actualmente está situada la ciudad de Huánuco.  
Fijado el lugar de Pillco, los pocos vecinos en un cabildo aprobaron el traslado del nombre de Villa de Huánuco. La mudanza se produjo posiblemente en los meses de noviembre o diciembre de 1539 (según  el historiador peruano José Varallanos). 
Ya en el lugar, como de costumbre, se celebró el acto de ocupación con una misa a cargo del Fray Pablo Coimbra, franciscano portugués, en un altar construido con piedras en el lugar que ocupa hoy la parroquia de San Cristóbal.
Está situado en la zona Norte y Nor-Este de la capital provincial de Huánuco. 
Sus altitudes fluctúan entre 1865 y 4400 m s. n. m.

## Geografía
Abarca una superficie de 481,9 km² y tiene una población estimada mayor a 18 900 habitantes. 
Su capital es el poblado de Santa María del Valle.
Fuente: Antonia Chacón Ramos.

## Autoridades

### Municipales
- 2019 - 2022[2]
  - Alcalde: Isaías Tolentino Vega, de Acción Popular.
  - Regidores:

  1. Mario Ramírez Tiburcio (Acción Popular)
  2. Carlos Rodrigo Capcha Castillo (Acción Popular)
  3. Jonás Claudio Clemente (Acción Popular)
  4. Cirila Martel Daza (Acción Popular)
  5. Elmer Noreña Ramírez (Avanza País - Partido de Integración Social)

Alcaldes anteriores
- 1964 - 1966: Esaú Trujillo Pazos, de Alianza Acción Popular - Democracia Cristiana.
- 1967 - 1969: Juan Sotelo Torres, de Coalición APRA - UNO.
- 1969 - 1980: Gobierno militar.
- 1981 - 1983: Félix Mariano Pedraza Sánchez, de Acción Popular.
- 1984 - 1986: Néstor Hammerly Nalvarte Alva, del Partido Aprista Peruano.
- 1987 - 1989: Néstor Hammerly Nalvarte Alva, del Partido Aprista Peruano.
- 1993 - 1995: Néstor Nalvarte Alva, del Movimiento Independiente Unidos.
- 1996 - 1998: Néstor Hammerly Nalvarte Alva, de L.I. Nro  9.
- 1999 - 2002: Aydeé Salazar De Ríos, de Salvemos Huanuco.
- 2003 - 2006: Aníbal Edmundo Solórzano Ponce, de la Alianza Electoral Unidad Nacional.
- 2007 - 2010: Aníbal Edmundo Solórzano Ponce, del Movimiento Político Hechos y No Palabras.
- 2011 - 2014: Aydeé Salazar De Ríos, del Partido Democrático Somos Perú.
- 2015 - 2018: Marcial Espíritu Romero, del Partido Democrático Somos Perú.
- 2019 - 2022: Isaías Tolentino vega, del Acción Popular.
- 2023 - 2026: Wilson Palomino Claudio,

### Policiales
- Comisario: Mayor PNP .

## Festividades
- Agosto: Aniversario de la fundación de la ciudad de Huánuco  (Día 15).
- Septiembre: Aniversario del distrito de Santa María del Valle (Día 13).
- Octubre: Señor de Burgos.
- Diciembre: Danza de los negritos